# Сташков, Олег Вениаминович
Олег Вениаминович Сташков (4 апреля 1947, Черновцы, УССР — 18 августа 2020, Киев , Украина) — советский и украинский боксёр, Мастер спорта СССР международного класса по боксу, заслуженный тренер Украины по боксу, пятикратный чемпион Украины по боксу, четырёхкратный призёр первенства СССР по боксу, судья международной категории, ветеран труда.

## Биография
Родился в рабочей семье, с детства занимался боксом. Первым серьёзным испытанием стали соревнования общества «Авангард» в Одессе в январе 1964 года. Позже, на первенстве Украины во Львове, получил звание чемпиона Украины, а в Севастополе стал бронзовым призёром первенства СССР. С победами возвращался с разных чемпионатов из Еревана, Каунаса, Алма-Аты, выигрывал международные турниры в Риге, Каире, Бухаресте.
В 1971 году окончил Киевский институт народного хозяйства, в 1986 году — Киевский государственный институт физической культуры, в 1988 году — Высшую школу тренеров при Государственном Центральном институте физической культуры в Москве.
Работал тренером сборной команды Украины по боксу; являлся заместителем директора Республиканской школы высшего спортивного мастерства в Киеве, судьёй профессионального бокса межнациональной категории, вице-президентом Национальной лиги профессионального бокса Украины.

## Спортивные достижения
- Мастер спорта СССР по боксу в 1968 году.
- Мастер спорта СССР международного класса по боксу в 1970 году.
- Заслуженный тренер Украины по боксу в 2001 году
- За время спортивной карьеры стал пятикратным чемпионом Украины и четырёхкратным призёром первенства СССР по боксу.

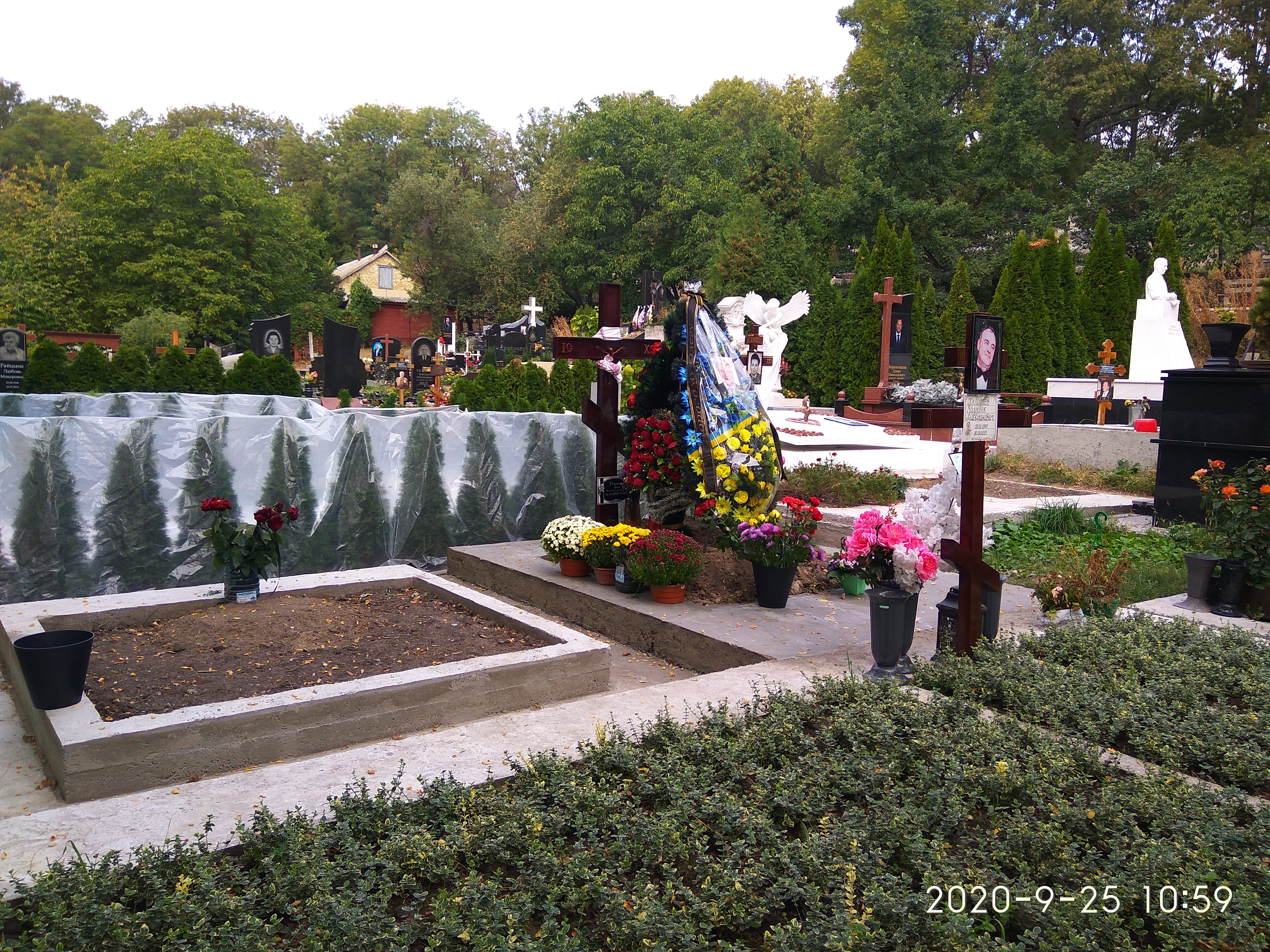
Могила О. Сташкова на Зверинецком кладбище

Умер в Киеве. Похоронен на Зверинецком кладбище.